# Ardisia bisumbellata
Ardisia bisumbellata är en viveväxtart som beskrevs av Carl Christian Mez. Ardisia bisumbellata ingår i släktet Ardisia och familjen viveväxter. Inga underarter finns listade i Catalogue of Life.